# Bibliothèque civique internationale
La Bibliothèque civique internationale (en italien, La Biblioteca Civica Internazionale) est une bibliothèque située au 52 de la via Romana à Bordighera, dans la province d'Imperia, en Ligurie.

## Historique

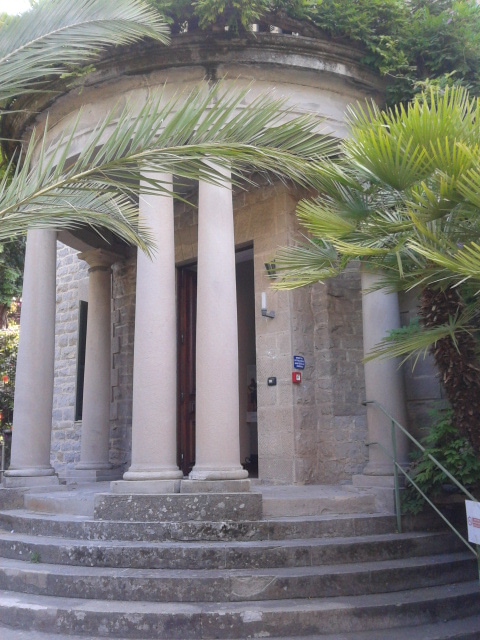
Entrée de la Bibliothèque Civique Internationale

La première bibliothèque de Bordighera fut fondée en 1880 par les Anglais, et elle avait son siège auprès de l’église anglicane.
En 1910 la communauté anglaise décida de construire un nouvel édifice pour lui donner un siège définitif. Il s’agit d’une bâtisse en pierre, construite en pur style victorien, qui se trouve sur l’actuel au 52 de la via Romana. À l’extérieur, un portique semi-circulaire avec six colonnes, orné par une glycine centenaire, encadre l’entrée.
Après la Seconde Guerre mondiale, la bibliothèque a été acquise par la ville de Bordighera et a été restaurée en 1985 par l’architecte génois Gianfranco Franchini, qui a travaillé avec Renzo Piano au Centre Pompidou à Paris. La bibliothèque comprend environ trente-cinq mille volumes en italien, vingt mille en anglais, six mille en français et trois mille en allemand, pour un total de 70.000 volumes plus 950 anciennes photos numérisées .